# Золотой треугольник (наркоторговля)

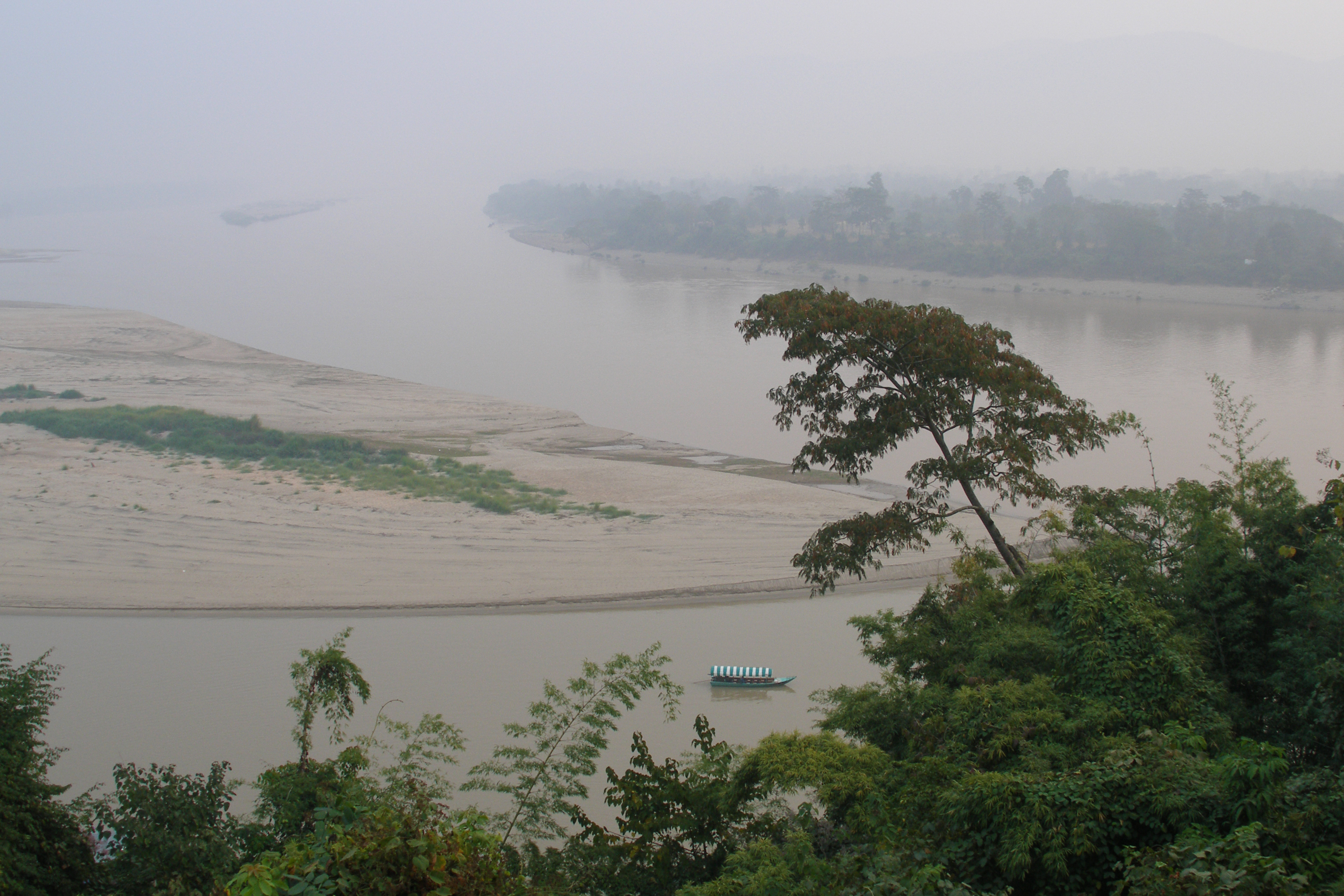
Вид на место слияния рек Руак и Меконг. Граница Таиланда, Мьянмы и Лаоса. Золотой треугольник.

Карта мира с выделенными областями производства героина.

Золото́й треуго́льник (англ. The Golden Triangle, бирм. ရွှေတြိဂံ နယ်မြေ, вьет. Tam Giác Vàng, кит. 金三角, лаос. ສາມຫຼ່ຽມຄຳ, тайск. สามเหลี่ยมทองคำ) — географическая зона, расположенная в горных районах Таиланда, Мьянмы и Лаоса (по некоторым источникам также — северо-восточного Вьетнама и южного Китая), где в середине XX века возникла разветвлённая система производства опиума и торговли им, с участием организованных криминальных синдикатов, связанных с местными и мировыми элитами. Мьянма является вторым по величине производителем опиума в мире после Афганистана, производя около 25% мирового опиума. Производство опиума в основном сосредоточено в штатах Шан и Качин.
В декабре 1949 года проигравшие гражданскую войну в Китае остатки сил Гоминьдана, не сумевшие эвакуироваться на Тайвань, были вынуждены бежать в Бирму. Там они закрепились в восточной части штата Шан (Юньнаньская антикоммунистическая армия) и взяли под свой контроль транспортировку выращиваемого в штате опиума.
В 1970‑е годы самой крупной местной наркогруппировкой стала Шанская объединённая армия, которую возглавил бывший гоминьдановец Чжан Шифу, более известный как Кхун Са. Именно он уговорил шанов зарабатывать на свою освободительную борьбу продажей героина. Почти 50 тыс. человек обеспечивали безопасность производства, транзита и сбыта наркотиков.
Руководители «Золотого треугольника» разработали новые схемы транзита и расширили рынок сбыта. Из Мьянмы наркотики мелкими рыболовными судами перевозились на Шри-Ланку и в Индию. По суше караваны шли через Бангладеш.
Затем крупные партии опиума грузили на суда в Бомбее и Мадрасе, а также в портах Пакистана, и отправляли заказчикам по всему миру. Другая территория транзита проходила через Таиланд и Камбоджу. Безопасность груза обеспечивали шаны, индийские повстанческие группировки и коррумпированные чиновники Таиланда. В 1996 Кхун Са сдал ближайших соратников и скрылся. До его смерти в 2007 предполагалось, что он проживал где-то на побережье Мьянмы, однако найти его не удавалось даже несмотря на вознаграждение в 3 млн долларов, объявленное США.
На территории Таиланда открыт и существует единственный в мире «Музей опиума».
В настоящее время в Золотом треугольнике кроме героина производится нелегальный синтетический метамфетамин, основные мощности производства локализованы в мьянманском штате Шан, считающимся мировым центром производства нелегального кристаллического метамфетамина и таблеток яба. Оттуда наркотики доставляются по всей Юго-Восточной Азии, а также в Австралию, Новую Зеландию, США, Канаду, а также в Японию, Южную Корею, в страны Европы.
Расширение производства и оборота кристаллического метамфетамина и метамфетамин-содержащих таблеток в 2016—2020 годах связывается с деятельностью кантонского преступного суперсиндиката Sam Gor, также называемого просто The Company. Суперсиндикат Sam Gor представляет собой союз пяти крупных южнокитайских синдикатов-триад и в основном занимается доставкой наркотиков и наркоторговлей, выручая в год от 8 до 17 миллиардов долларов, по оценкам Управления ООН по наркотикам и преступности. Оценки правоохранительных органов показывают, что Sam Gor контролирует около 40 % рынка метамфетамина и производных продуктов в странах Юго-Восточной Азии и Азиатско-Тихоокеанского региона, активность суперсиндиката отмечена в Мьянме, Таиланде, Новой Зеландии, Австралии, Японии, Китае и Тайване. Полиция считает, что суперсиндикат возглавляет гражданин Канады Це Чи Лоп, 1963 года рождения, этнический китаец родом из провинции Гуандун.